# チャレンジャー海淵

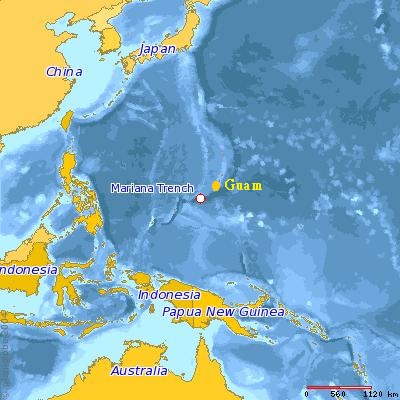
チャレンジャー海淵の位置

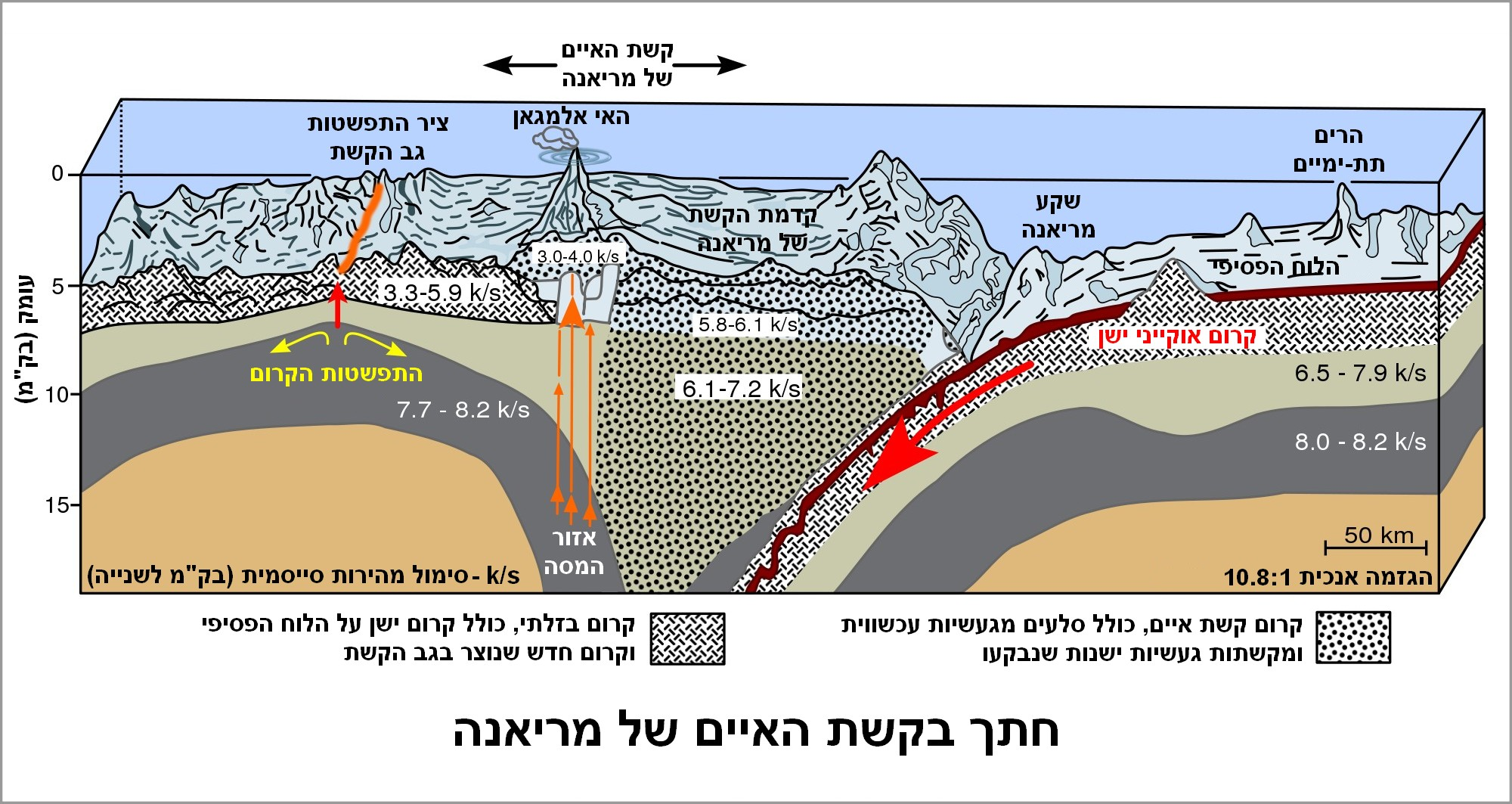
太平洋プレート(右側)がフィリピン海プレート(左側)の下にもぐり込む様子

チャレンジャー海淵（チャレンジャーかいえん、Challenger Deep）は、北西太平洋のマリアナ諸島の東、北緯11度22.4分 東経142度35.5分 / 北緯11.3733度 東経142.5917度に位置する、水深1万メートルを超えるマリアナ海溝の最深部である。地球にある海洋の海底最深部でもある。

## 概要
チャレンジャー海淵 は、かなり大きな三日月形の海溝の底にある比較的小さな溝状の窪みで、長さ約11km、幅1.6kmの底部は、穏やかな傾斜面となっている。チャレンジャー海淵 に最も近い陸地は、南西287kmにあるファイス島（ヤップ州の離島の1つ）で、北東304kmにグアム島がある。グアム付随の海域境から1.6km（1マイル）離れた、ミクロネシア連邦の海域に属している。
海淵の名前は、イギリス王立海軍の調査船HMSチャレンジャー号（1872年-1876年の探検航海で最初にその深さの測量を行った）にちなんで名づけられた。
チャレンジャー海淵の深さについてはいくつかの計測結果がある(後述）が、大洋水深総図（GEBCO）2011年8月版によると、チャレンジャー海淵の位置および深さは北緯11度22.4分 東経142度35.5分 / 北緯11.3733度 東経142.5917度 、水深10920 m±10 mとされていて、地球上で最も深い海底凹地（海淵）である。これは海面を基準にして、世界最高峰エベレストをひっくり返しても、その山頂が海底につかない深さで、地球の中心からは6,366.4km地点にある。
この深度の高水圧では、探査船の設計および運用が極めて困難であり、わずか4回の潜航が達成されたのみである。最初の潜航は、1960年にバチスカーフのトリエステ号によって行われた。その後は1995年に無人型ROVのかいこうが、2009年にネーレウスが続いた。2012年3月には、映画監督ジェームズ・キャメロンによる深海探査艇のディープシーチャレンジャーでの有人単独潜航が行われた。

## 水深測量の歴史
長年にわたり、多くの様々な船が最深度地点の調査に携わっている。
- 最初の測量調査はイギリスのチャレンジャー号探検航海 (1872 – 1876) の海洋調査によって初めて行われた。1875年3月23日、測鉛線による測深記録は8184mであった[8] 。測量地点は北緯11度24分 東経143度16分 / 北緯11.400度 東経143.267度、測量を2度行っている。
- 1912年のジョン・マレーの著書『海洋の深さ（The Depths of the Ocean）』では、チャレンジャー海淵 の深さを9636 mと記しており、1899年に海軍の石炭船USS Neroにより更新されたと報告されている[9] 。
- 日本によるマリアナ海溝の調査は、20世紀に入って行われた。1925年、日本の測量艦「満州」が重りのついたケーブルをおろして測定する方法（鋼索測深）でマリアナ海溝の水深を測定したところ、9814mを記録。この海域が世界で最も深い部分であることを世界に知らしめた。
- 1951年にマリアナ海溝の本格的な深度調査を行ったのはイギリス海軍の測量艦「チャレンジャー8世号（英語版）」である。この時、「チャレンジャー」は反響した音波を測定する方法（音響測深）で、北緯11度19分 東経142度15分 / 北緯11.317度 東経142.250度において水深10900mを計測した。音響測深は以前（75年前）の探検で使用された測鉛線よりも正確で簡単な深度測定方法である。

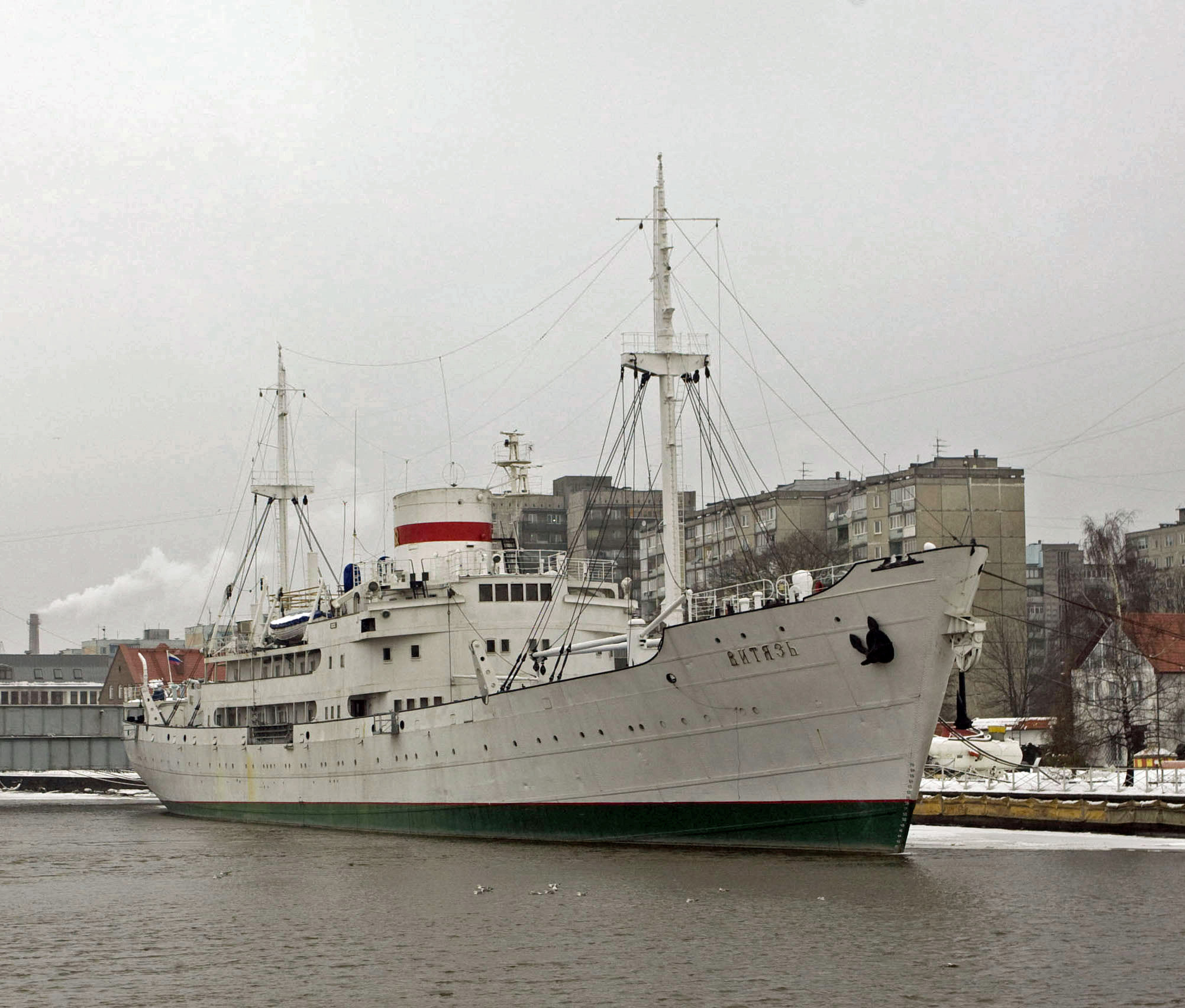
ロシアの調査船ヴィチャージ

- チャレンジャー海淵の最大水深は、1957年にソ連海軍艦艇「ヴィチャージ（ロシア語版）」（Vityaz）が計測した水深11034ｍ±50ｍで、場所は北緯11度20.9分 東経142度11.5分 / 北緯11.3483度 東経142.1917度地点と報告された[7]。この地点は「ヴィチャージ（ビチアス）海淵」と名付けられた。この値は、ブリタニカ百科事典[10]  とナショナルジオグラフィック[11] の記事や地図を含む、多くの文献に掲載されている。この水深の圧力は大気圧の約1099倍、111MPaである[12]。ただし、後年の調査でこれほどの水深は一度も測定されず、2014年時点で公式記録としては認められていない（後述）。
- 1959年、米海軍の調査船Strangerが爆音を使用する調査で、最大深度10915ｍ±10ｍを計測、その場所は北緯11度20.0分 東経142度11.8分 / 北緯11.3333度 東経142.1967度だった[3][7]。
- 1962年、米海軍の調査船 Spencer F. Bairdが、周波数操作深度記録計を使った調査で、同じ 北緯11度20.0分 東経142度11.8分 / 北緯11.3333度 東経142.1967度地点で最大深度10915m±10mを計測した[7]。
- 1975年と1980年に、米国海軍の調査船 Thomas Washingtonが、衛星測位による精密深度記録計を使って調査したところ、 またも北緯11度20.0分 東経142度11.8分 / 北緯11.3333度 東経142.1967度地点で最大深度10915m±10mを計測した[7]。
- 1984年、日本の海洋調査船拓洋が、ナローマルチビーム音響測深機（MBES）を使用して得た数値は、北緯11度22.4分 東経142度35.5分 / 北緯11.3733度 東経142.5917度地点で水深10924m±10mだった[3][7][13]。

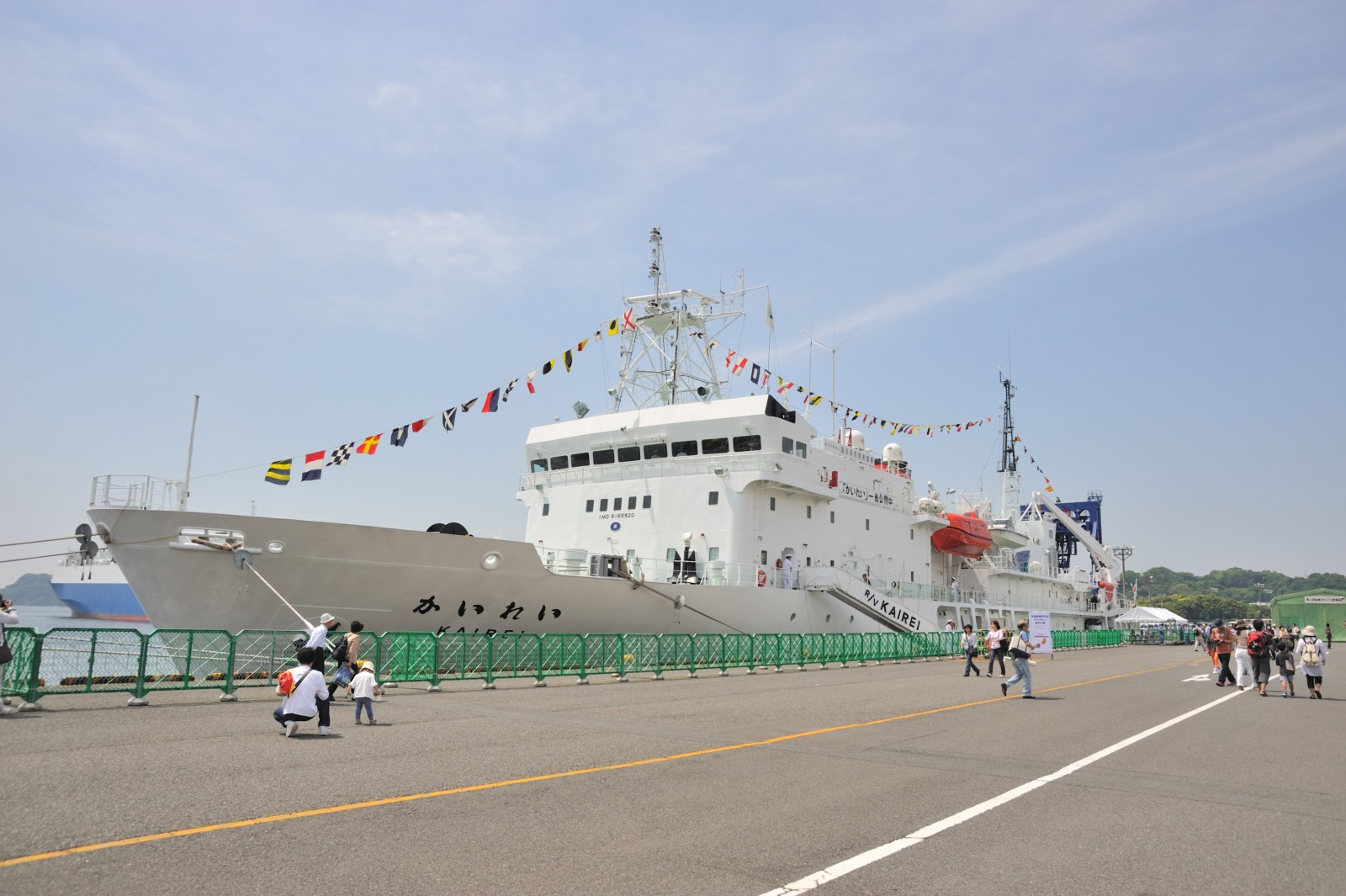
日本の深海探査研究船「かいれい」

- 1998年、海洋研究開発機構（JAMSTEC）の深海探査研究船かいれいがシービーム2112型マルチビーム音響測深機（MBES）を使用して、チャレンジャー海淵の地域的測度調査を実施した。1998年に得られたデータから作成された地域水深図は、 東側・中央・西側の窪みの最大深度が10922m±74 m・10898m±62m・10908m±36mで、東側の窪みが最も深かった[7]。
- 1999年と2002年に、かいれいはチャレンジャー海淵を再訪した。1999年に実施されたかいれいのクロストラック調査[注釈 1]では、東側・中央・西側の最大深度が10920 m±10 m・10894m±14m・10907m±13mで、1998年調査の結果を支持するものとなった。2002年の詳細なグリッド調査では最も深い場所が東側窪みの東部北緯11度22.260分 東経142度35.589分 / 北緯11.371000度 東経142.593150度にあり、水深10920 m±5 mと示された。これは1984年に拓洋が示した最深場所の南東約290m、1998年のかいれいが示した最深場所の東約240mだった[7]。
- 2009年6月1日に、キロ・モアナ （ネーレウスの母艦）に搭載した深海マッピング（300-11000m）用のKongsberg Simrad製EM120ソナーマルチビーム測深システム（SMBS）による調査で、チャレンジャー海淵のソナーマップは水深10971m を示した。同ソナーシステムは位相と振幅のボトム検出を使用しており、水深で0.2%-0.5%の精度が検知面全体で可能である[7][15][16] 。2014年でも、このソナーマッピングによる地形データは非公開のため、そのデータを他の音響測深との比較には使用できない[17]。
- 2010年10月7日、またもチャレンジャー海淵地域のソナーマッピングが、海洋観測艦サムナー に搭載のもので、米国沿岸・海洋地図センター（英語版）/共同水路測量センター（CCOM/JHC）によって実施された。この結果は2011年12月、アメリカ地球物理学連合 の秋季会議で報告された。50 cmの精度で緯度経度を決定できる コングスベルグ・マリティム（英語版）製EM122マルチビーム音響測深システムを使用することで、CCOM/JHCチームはチャレンジャー海淵の最大水深を10994m±40m（標準偏差 95.4%）、その位置を北緯11度19分35秒 東経142度11分14秒 / 北緯11.326344度 東経142.187248度と測定した[18]。2番目に深い場所は水深10951m、マリアナ海溝の中で約44km離れた北緯11度22分11秒 東経142度35分19秒 / 北緯11.369639度 東経142.588582度 の位置だった[19][20][21][22]

2014年に、これまで収集されたデータと2010年の観測艦サムナー調査によるマリアナ海溝のソナーマップに基づき、チャレンジャー海淵の深さと場所の決定に関する研究が行われた。CCOM/JHCチームやニューハンプシャー大学海洋研究所が携わった同研究は、測量試行の歴史を3つのグループに分けた。初期のシングルビームエコー音響（1950-1970年代）、初期のマルチビームエコー音響（1980年代-21世紀）、現代（すなわち、ポストGPS、高解像度）のマルチビームエコー音響である。
水深測定と位置推定の不確実性を考慮して、8測量線からの205万1371回の音響探査に基づく2010年のサムナーによるチャレンジャー海淵付近の水深測量生データが分析された。分析した結果、深度不確定性±25m（信頼水準95%）と位置不確定性±20-25mがあるものの、2010年マッピングで記録されたチャレンジャー海淵の最大水深は、「 北緯11度19分48秒 東経142度11分57秒 / 北緯11.329903度 東経142.199305度の位置にて、水深10984m」と定められた。水深測定の不確実性には、水中を通る音速の空間的変動における測定不確実性、マルチビームシステムのレイトレーシングとボトム検出のアルゴリズム、モーションセンサやナビゲーションシステムの精度と較正、天体の広がり推定 、水量全体にわたる音響減衰、などの複合がある。
2009年5月-6月にネーレウスが探査中に実施した一連の潜航では、2009年と2010年の最大深度は確認されなかった。海底から報告された4度の直接潜航測定値は、水深10916m（トリエステ）から10911m（かいこう）、10902m（ネーレウス）、10,898 m（ディープシーチャレンジャー）までの狭い範囲にかたまっている。場所を関連付ける試みがなされたが、ソナー/エコー音源によってネーレウス（または他の潜航物）が、以前のマッピング調査で最大水深とされた地点と正確に同一ポイントに達したのか、絶対的な確信が得られなかった。

## 潜航

### 有人潜航

#### トリエステ号
1960年1月23日、スイスで設計されイタリアで製造されて米海軍が取得したトリエステ号は、ジャック・ピカール（父親のオーギュスト・ピカールと共にこの潜水艦を共同設計した）と米海軍のドン・ウォルシュ大尉を乗せて、海溝の底へと潜航した。彼らの乗員区画は球形の圧力容器の内側で、ドイツのクルップ社が製造した（元来はイタリアの）頑丈な交換部材だった。
彼らの潜航は約5時間かかり、2人が海底で過ごしたのはわずか20分、そして浮上に3時間15分を要した。海底からの彼らの早期出発は、潜航中の温度差によって引き起こされた外壁窓の亀裂に関する懸念からであった 。底部の水深は、10916 m±5 mとマノメータで測定された。

#### ディープシーチャレンジャー号

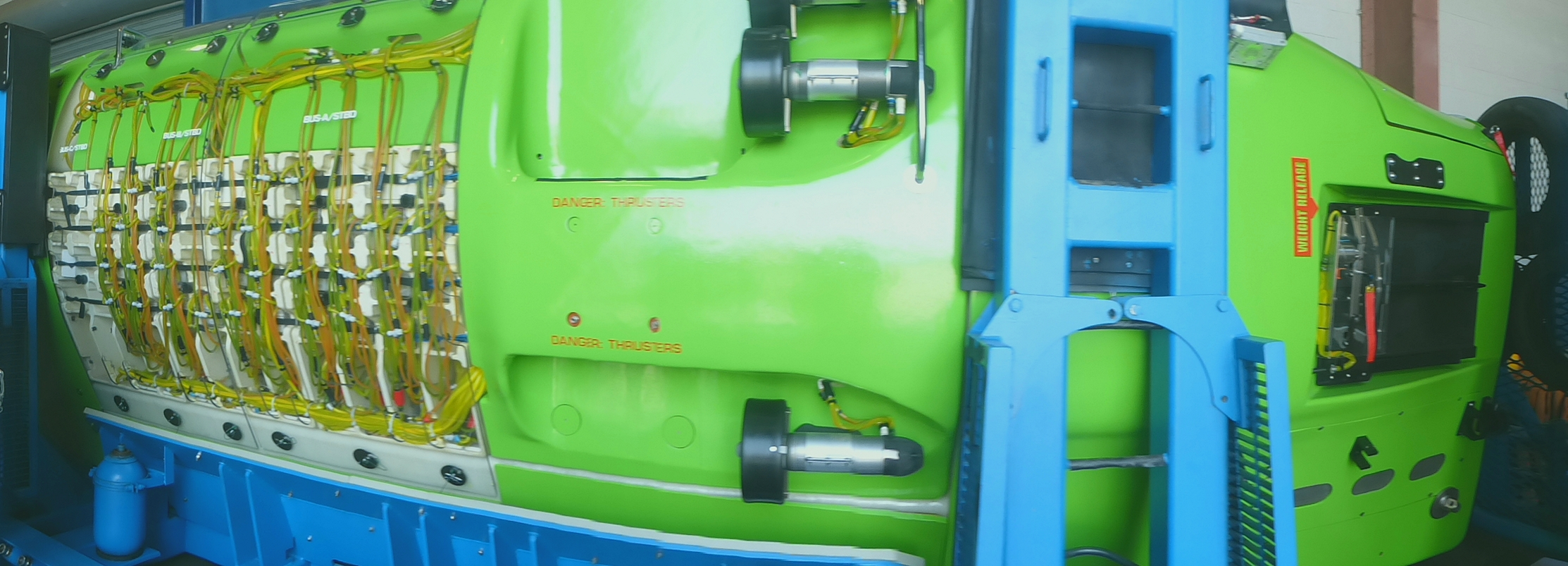
深海探査艇、ディープシーチャレンジャー号

2012年3月26日、カナダの映画監督ジェームズ・キャメロンが深海探査艇ディープシーチャレンジャー号でチャレンジャー海淵の底まで単独での有人潜航をした。3月26日の5時15分（チャモロ標準時）頃に潜航が始まり、7時52分にチャレンジャー海淵の底に到着した。2時間36分かかった。記録された深さは10898.4mだった。キャメロンは海底で約6時間過ごす計画だったが、わずか2時間34分後に浮上を開始することに決めた。マニピュレータアームを制御するライン内の液体漏れが、唯一の視認ポートの視界を汚してしまい、時間が短縮された。また、探査艇の右舷スラスターの欠損も起こった 。ディープシーチャレンジャーのウェブサイトでは、 探査艇が90分かけて水面に再浮上したと報告されているが 、ポール・アレンのツイートはわずか67分の浮上だとしている。
潜航後の記者会見でキャメロンは「私は非常に柔らかい、ほとんどゼラチン質の平野に着陸しました。いったん位置確認をして、私はかなりの距離を運転し...そして最後に斜面を登りました」と語った。キャメロンが言うには、全ての時間で全長１インチ（約2.54cm）以上の魚や生き物を見ておらず、「私が見た自由に泳ぎ回る唯一のものは端脚類だった」。これはエビに似た海底の捕食生物である。

#### 計画されている有人潜航
他にもいくつかの有人潜航が予定されており、以下のものがある。
- トリトン・サブマリーンズ（Triton Submarines）社。フロリダに拠点を置く潜水艦を設計、製造する民間企業で、同社のTriton 36000/3は3人の乗組員を120分で海底に運ぶ予定である[33]。
- ヴァージン・オーシャニック（Virgin Oceanic）社。リチャード・ブランソンにより創設されたヴァージン・グループのひとつで、グラハム・ハークス（英語版）が設計した深海潜水艇ディープフライトチャレンジャー（英語版）を開発[34] 、単独パイロットで海底到着まで140分かかる予定である[35]。
- DOER Marine(Deep Ocean Exploration and Research)社。1992年に設立されたサンフランシスコの会社で、Googleのエリック・シュミットからの支援を得てディープサーチ（とOcean Explorer HOV Unlimited）という探査船を開発、2-3人の乗組員が90分かけて海底に到達するディープサーチプログラムを実施予定である[36]。なお、日本の東陽テクニカがDOER Marineと協業している[37]。

### 無人潜航

#### かいこう
1995年3月24日、日本のロボット深海探査機かいこうは、チャレンジャー海淵の海底近くまで接近した時に、無人探査の深さ記録を更新した。日本海洋研究開発機構（JAMSTEC）（当時は海洋科学技術センター）が製作したもので、6000メートル以上の深海潜水調査が可能な無人深海探査機の一つである。
チャレンジャー海淵の北緯11度22.39分 東経142度35.54分 / 北緯11.37317度 東経142.59233度においてマノメータで測定された水深10911m±3 mは、これまでに計測された最も正確な測定値だと信じられている  。かいこうはまた、深海底から海洋生物を含む堆積物コアを収集した 。かいこうは1995年、1996年、1998年と3回の探査期間中にマリアナ海溝へ沢山の無人潜航を行った 。かいこうによって1996年に測定された最大水深は北緯11度22.10分 東経142度25.85分 / 北緯11.36833度 東経142.43083度 地点での10898mであり、1998年には北緯11度22.95分 東経142度12.42分 / 北緯11.38250度 東経142.20700度地点で10907mとなった 。2003年5月29日、台風を受けて子機ビークルを四国の海域で喪失した。

#### ABISMO
2008年6月3日、日本のロボット深海探査機「ABISMO」（Automatic Bottom Inspection and Sampling Mobile）がチャレンジャー海淵の東約150kmのマリアナ海溝の底に達し、深海底堆積物のコア試料と水柱の水試料を採取した。海洋研究開発機構（JAMSTEC）が製作したABISMOは当時、10000mより深く潜水することができる唯一の無人深海探査機であった。ABISMOの海溝潜航中の最深はマノメータで計測された10258m±3mである。

#### ネーレウス

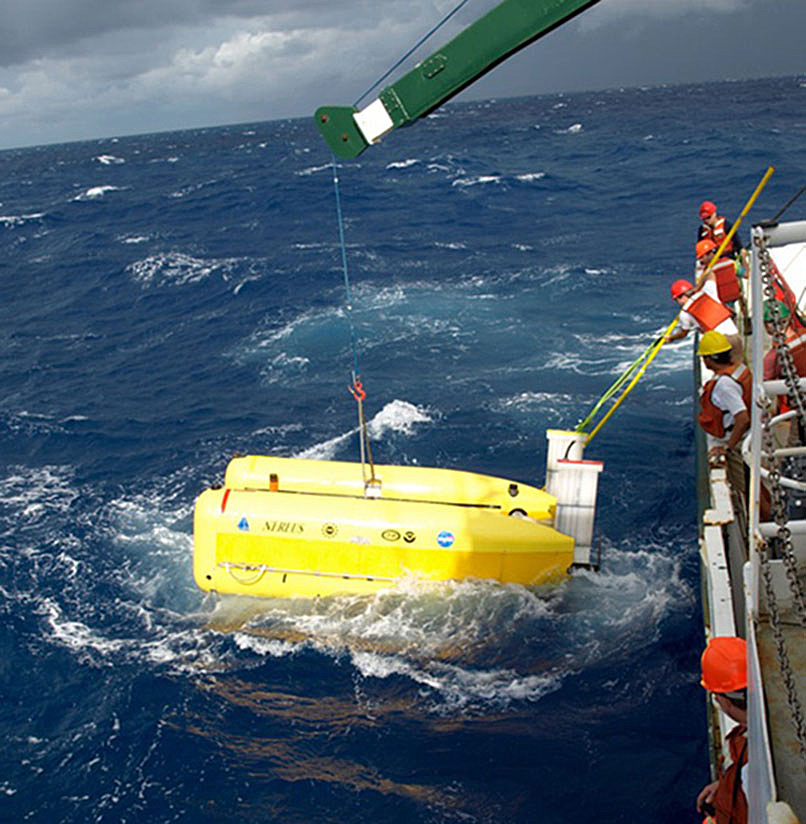
無人潜水機ネーレウス

2009年5月31日、米国はハイブリッドROV（HROV）ネーレウス をチャレンジャー海淵に送った。ネーレウスは1998年以来マリアナ海溝に到達した（米国で）最初の潜水機となり、プロジェクト主幹で開発者のAndy Bowenはこの成果を「海洋探査の新しい時代の始まりだ」と語った。ネーレウス は、かいこうと違って、海面上の船に接続されたケーブルで動力を与えたり制御したりする必要がなかった。
ネーレウスはチャレンジャー海淵の底で10時間以上を過ごし、北緯11度22.1分 東経142度35.4分 / 北緯11.3683度 東経142.5900度,地点で水深10902 mを測定した。ほかライブビデオとデータを母艦キロ・モアナに送り返し、 さらなる科学的分析のための地質学的および生物学的サンプルを同海淵の底からマニピュレータ・アームで収集した
。
ネーレウスはウッズホール海洋研究所(WHOI)によって運用されていた。2014年5月10日 、ケルマデック海溝で9900ｍの水深で潜航している最中に機体を喪失した。

#### 蛟龙1号
2016年5月23日、中国の潜水艦「蛟龙1号」（蛟竜、Haidou-1）がマリアナ海溝で10767mの深さまで潜航した。この自律的ROVの設計深度は11000 m である。

## 海底の生物
HMSチャレンジャー探検航海の概要レポートでは、チャレンジャー海淵が初めて発見された時に採取されたサンプルからの放散虫が掲載されている 。これら（ナッセラリア目とスプメラリア目）はエルンスト・ヘッケルによって書かれた「放散虫レポート」（1887年） にて報告されている。
1960年の潜航でトリエステの乗組員は、海底は珪藻土から成り、海底に横たわっている「ある種のヒラメ」を観察したことを記述した。
最後の水深測量を終える際、私は素晴らしいものを見た。靴底に似た、長さ約1フィート（30cm)、幅が約6インチ（15cm)のある種のヒラメが海底に横たわっているではないか。私が彼を見ると、頭の上にある彼の2つの丸い目が私たちを盗み見た 。 鉄の怪物 （トリエステ号）は、 彼の静かな領域に侵入していった。目？彼に目が要るのか？単に燐光を見るため？彼に浴びせた投光照明は、水深6000ｍを超えるこの超深海（hadal）領域に入る最初の光だった。この瞬間が、生物学者が何十年も求めてきた答えとなった。海の最深部に生命は存在しうるのか？出来た！それだけでなく、ここは紛れもなく真実なのだが、骨のない真骨類の魚であり、原始的なエイ上目や板鰓亜綱ではなかった。ええ、高度に進化した脊椎動物で、（進化の）時間軸でいえばヒトに非常に近いです。ゆっくり、とてもゆっくりと、このヒラメは泳ぎ去った。片方を泥にもう片方を水中に、海底伝いに動き、彼は暗闇へと消えた。とてもゆっくりと 、 恐らく海底では全てが遅く 、 ウォルシュと私は手を振った。
多くの海洋生物学者は現在、この真偽不明の目撃について懐疑的であり、その生物はナマコかもしれないと指摘されている。探査機かいこうに搭載のビデオカメラは、海底でナマコ、ウロコムシ、ヨコエビを捉えており、日本のNHKが2017年8月27日、「DEEP OCEAN超深海／地球最深（フルデプス）への挑戦」でその映像を放映した。探査機ネーレウスは、長さ約3cmのゴカイ類（多足動物）を捉えた。
かいこうが採取した堆積物サンプルを分析したところ、10900 mので多数の単純生物が見つかった。同様の生命体が浅い海溝（7000m以上）と水深4000～6000ｍの深海層で存在することが知られているが、チャレンジャー海淵で発見された生命体には、より浅い生態系のそれとは異なる分類区別を示す可能性がありうる。
採集された生物の大半は、単純で柔らかい有孔虫（ナショナル・ジオグラフィックによると432種）であり、他の4種は複雑な種、多室のレプトハリシス属とレオファクス属である（どちらも有孔虫の一種）。標本の85%が有機の柔らかい殻を持つアログロミイダであり、これは有機壁の有孔虫の割合が5%から20%の範囲にある他の深海環境からの堆積で暮らす生物のサンプルと比べても稀である。圧力がかかった水中における炭酸カルシウムの高い溶解度のため、硬い石灰質の殻を持つ小さい生物は極端な深度で成長するのが困難であり、チャレンジャー海淵における柔らかい殻を持つ生物の偏重は、今よりもチャレンジャー海淵が浅かった頃の一般的な生物圏から生じたのかもしれない、と科学者たちは理論づけをしている。600万から900万年超の間、チャレンジャー海淵が現在の深さへと成長するにつれ、堆積物に存在する多くの種が死滅したか、水圧上昇と環境の変化に適応できなくなった。深さの変化でも生き残った種が、チャレンジャー海淵の現在の生息生物の祖先と言えるのかもしれない。
2013年3月17日、研究者らは、微生物の生命形態がチャレンジャー海淵で繁栄することを示唆するデータを報告した。他の研究者らは、米国北西部海岸の海底8500フィート（約2591m）から1900フィート（579m）までの岩石内部で微生物が増殖するという関連研究を報告している。ある研究者によれば、「どこでも微生物は発見できる。彼らは状況への適応が極端で、どんな場所でも生き延びる。」